# 巴巴里基
50°54′30″N 30°59′11″E / 50.90833°N 30.98639°E
巴巴里基（烏克蘭語：Бабарики），是烏克蘭北部切爾尼希夫州切爾尼希夫區奥斯泰尔市镇的村庄。始建於1834年，面積0.93平方公里，2001年人口197，人口密度每平方公里211.83人。